# 中西了将
中西 了将（なかにし りょうすけ、1982年5月7日 - ）は、日本の元男子バレーボール選手、指導者。

## 来歴
北海道帯広市出身。東海大四高校を卒業後、法政大学へ進学。2004年の第16回アジア太平洋カップ登録メンバーに選出され、優勝を経験した。
大学卒業後の2005年4月にNECブルーロケッツに入団。練習中に半月板損傷のアクシデントに見舞われ、入団1年目は膝の手術によりVリーグ出場を果たせなかった。
2009年5月、NECの無期限活動停止による廃部に伴い、現役引退し社業に専念。Vリーグでは在籍4年で通算4セットの出場に留まった。
社業の営業職で多忙な日々を過ごし、同年10月に当時V・チャレンジリーグの東京ヴェルディに選手登録したが、試合出場がないまま2011年に登録抹消となった。
8年間働き続け、業績も高く評価をされるようになった頃、当時のNECレッドロケッツ監督の山田晃豊から「セッターを見て欲しい」と声を掛けられ、2017年、同チームのコーチに就任した。
2020年、コーチを退任しチームディレクターに就任。2022-23シーズンよりゼネラルマネージャーに役職変更。2025年に退任。

## 所属チーム

### 選手
- 東海大学第四高等学校
- 法政大学
- NECブルーロケッツ（2005-2009年）
- 東京ヴェルディ（2009-2011年）

### 指導者・スタッフ
- NECレッドロケッツ/NECレッドロケッツ川崎
  - コーチ（2017-2020年）
  - チームディレクター（2020-2022年）
  - ゼネラルマネージャー（2022-2025年）